# Disparctia vittata
Disparctia vittata är en fjärilsart som beskrevs av Druce 1898. Disparctia vittata ingår i släktet Disparctia och familjen björnspinnare. Inga underarter finns listade i Catalogue of Life.